# قطاع الأمن الغذائي
قطاع الأمن الغذائي هو إحدى القطاعات التابعة لـ"جهاز مشروعات الخدمة الوطنية للقوات المسلحة"، التابع بدوره لوزارة الدفاع المصرية، يهدف القطاع لتحقيق الاكتفـــــاء الذاتى من المنتجات الغذائية اللازمة لأفراد القوات المسلحة وطرح فــــائض الإنتاج إلى القــطاع المـدنى ويتم ذلك من خلال مزارع الإنتاج النباتى- ومزارع الإنتاج الحيوانى - الصناعات الغذائية - الأنشطة التكميلية.